# 邱韵铎
邱韻鐸（1907年—1992年），上海人。
曾任創造社出版部主任。1930年3月加入左聯，化名周淵，主編《文學界》月刊，第四期停刊。晚年定居重慶。著譯有《熱情的書》、《實業領袖》、《革命論集》等。